# Chijire Rocks
Die Chijire Rocks (englisch; japanisch ちじれ岩 Chijire-iwa, deutsch ‚Gekräuselte Felsen‘; norwegisch Rukkenutane) sind eine Felsformation an der Kronprinz-Olav-Küste des ostantarktischen Königin-Maud-Lands. Sie ragen unmittelbar westlich der Mündung des Chijire-Gletschers auf.
Japanische Kartografen kartierten sie anhand von Vermessungen und Luftaufnahmen der von 1957 bis 1962 dauernden japanischen Antarktisexpedition. Die Benennung erfolgte 1963. Das Advisory Committee on Antarctic Names übertrug die Benennung 1964 in einer Teilübersetzung ins Englische.